# George Mabry
George Lafayette Mabry Jr., född 14 september 1917 i Sumter, South Carolina, död 13 juli 1990, var en amerikansk officer (generalmajor) som tjänstgjorde i USA:s armé under andra världskriget. Han tilldelades USA:s främsta militära utmärkelse, Medal of Honor, Amerikanska tapperhetsmedaljen. 
Mabry tilldelades medaljen för tapperhet utöver tjänstens fordringar för sin insats den 20 november 1944 under slaget om Hürtgenskogen, då han var bataljonschef för 2:a bataljonen i 8:e infanteriregementet som ingick i 4:e infanteridivisionen. Mabry hittade själv en säker passage genom ett minfält och vägledde grupper av soldater ur sin bataljon genom fältet så att tre bunkrar kunde säkras och utgöra en god försvarsposition för de amerikanska styrkorna. För detta tilldelades Mabry Medal of Honor i september 1945.
Mabry tjänstgjorde senare som regementschef för 31:a infanteriregementet 1954-1956, då regementet deltog i Koreakriget. Han tjänstgjorde också tio år i Panamakanalzonen, därav fyra år som befälhavande general.